# جزیره زن گمشده
«جزیره زن گمشده» (انگلیسی: Island of Lost Women) یک فیلم به کارگردانی فرانک ترتل است که در سال ۱۹۵۹ منتشر شد.